# Кетрин Лангфорд
Кетрин Ен Лангфорд (енгл. Katherine Anne Langford; Перт, 29. априла 1996) аустралијска је глумица. Позната је по улози Хане Бејкер у серији 13 разлога (2017—2018), захваљујући којој је била номинована за награду Златни глобус. Такође је глумила и у филмовима С љубављу, Сајмон (2018) и Нож у леђа (2019).

## Биографија
Рођена је 29. априла 1996. у Перту. Има млађу сестру Џозефину Лангфорд, која је такође глумица.

## Филмографија

### Филм
| Улоге Кетрин Лангфорд |                   |               |              |          |
| Година                | Српски назив      | Изворни назив | Улога        | Напомена |
| 2018.                 | С љубављу, Сајмон |               | Лија Берк    |          |
| 2018.                 |                   | Весна         |              |          |
| 2019.                 | Нож у леђа        | Мег Тромби    |              |          |
| 2020.                 | Спонтано          |               | Мара Карлајл |          |

### Телевизија
| Улоге Кетрин Лангфорд |                   |               |               |              |
| Година                | Српски назив      | Изворни назив | Улога         | Напомена     |
| 2017—2018.            | 13 разлога        |               | Хана Бејкер   | главна улога |
| 2018.                 | Роботизовано пиле |               | Стефи (глас)  | 1 епизода    |
| 2020.                 | Уклета            |               | Нимју         | главна улога |
| 2022.                 |                   |               | Мики Андерсон | главна улога |